# هيدروكسيد ثلاثي فينيلتين
هيدروكسيد ثلاثي فينيلتين (Triphenyltin hydroxide) هو مبيد فطري زراعي يستخدم للسيطرة على مجموعة متنوعة من الأمراض النباتية،
بما في ذلك اللفحة على البطاطس، وتبقع الأوراق على بنجر السكر، واللفحة البديلة على الجزر.
تم تسجيله لأول مرة للاستخدام كمبيد حشري في الولايات المتحدة في عام 1971.
وهو مركب عضوي القصدير وعضو في هيدروكسيدات. ويرتبط وظيفيا بثلاثي فينيلستانان .